# William James Cody
William James Cody (1922 - 17 de diciembre de 2009) fue un botánico y pteridólogo canadiense.
Recibió su educación en la ciudad de Hamilton, obteniendo su licenciatura de la Universidad McMaster en 1946. En 1946, Cody se unió a la División de Botánica y Patología Vegetal, del Departamento de Agricultura de Canadá como botánico; y en 1959 fue nombrado curador del Herbario de Plantas Vasculares.

## Algunas publicaciones
- john McNeill, william j. Cody. 1978. Species-area relationships for vascular plants of some St Lawrence river islands. Canad. Field-Nat. 92 (1): 1-9
- wilfred b. Schofield, william j. Cody. 1990. Botanical investigations on coastal southern Cornwallis Island, Franklin District, N.W.T. 13 pp.

### Libros
- 1954. New plant records from Bathurst Inlet, N.W.T. 40 pp.
- 1964. Reindeer range survey, 1957 and 1963. Ed. Plant Research Institute, Canada Dept. of Agriculture, Central Experimental Farm. 30 pp.
- alf e. Porsild, william j. Cody. 1968. Checklist of the vascular plants of continental Northwest Territories, Canada. Ed. Canada Dept. of Agriculture. 102 pp.
- 1978. Ferns of the Ottawa District. Vol. 974 de Publication, Canada Dept. of Agriculture. 112 pp. ISBN 0660016273
- 1979. Vascular plants of restricted range in the continental Northwest Territories, Canada. 57 pp.
- 2000. Flora of the Yukon Territory. Monografías - Ciencias Vegetales. Canadian electronic library. Ed. NRC Research Press. 669 pp. ISBN 066018110X en línea
- 2000. Addendum Flora of the Yukon Territory. 24 pp. ISBN 0660181169 en línea
- La abreviatura «Cody» se emplea para indicar a William James Cody como autoridad en la descripción y clasificación científica de los vegetales.[2]